# Prix Philippe-et-Maria-Halphen
Ne doit pas être confondu avec prix Halphen.
Le prix Philippe et Maria Halphen est un prix annuel, créé en 2015 et doté de 20 000 €. Il a pour vocation de soutenir le développement
de projets de recherche concernant les maladies psychiatriques.
Le prix est décerné à un scientifique francophone ayant contribué à
l’identification de pistes thérapeutiques nouvelles dans les psychoses,.

## Description
Le prix est porté par la Fondation Philippe & Maria Halphen créée en 2015 par Maria Halphen en mémoire de son époux Philippe.

## Lauréats
- 2024 : David Cohen, professeur à Sorbonne Université, pédopsychiatre à l’hôpital de la Pitié-Salpêtrière, et membre de l’Institut des Systèmes Intelligents et Robotique
- 2023 : Sonia Dollfus, professeur des universités et praticien hospitalier, à l’université et au CHU de Caen.
- 2022 : Gustavo Turecki
- 2020 : Mathias Pessiglione
- 2019 : Raphaël Gaillard et  Joël Swendsen
- 2018 : Marion Leboyer
- 2017 : Philippe Conus
- 2016 : Philippe Fossati
- 2015 : Luc Mallet
- 2014 : Marie-Odile Krebs